# لياندرو جيل ميراندا دا سيلفا
لياندرو جيل ميراندا دا سيلفا هو لاعب كرة قدم برازيلي، ولد في 19 أبريل 1978 في ريو دي جانيرو في البرازيل. لعب مع بارتيزاني تيرانا ونادي فلازنيا شكودر.

## وصلات خارجية
- لياندرو جيل ميراندا دا سيلفا على موقع قاعدة بيانات كرة القدم.إي يو (الإنجليزية)
- لياندرو جيل ميراندا دا سيلفا على موقع عالم كرة القدم.نت (الإنجليزية)